# Dědrasbor
Dědrasbor (Dělnický dramatický sbor) bylo ochotnické proletářské divadlo, jehož kolektiv byl složený z členů divadel Svazu DDOČ (Dělnické divadelní ochotnictvo české) a mládeže. Soubor byl založen v závěru roku 1920 .

## Vznik souboru
Zakladateli a vedoucími souboru byli Josef Zora, vlastním jménem Tancibudek (1894–1973) , původem profesionální herec , později filmový zvukař a zaměstnanec Dělnické akademie a člen Longenovy Revoluční scény a režisér Jindřich Honzl . Soubor se zabýval kolektivní (sborovou) recitací podle sovětského vzoru . Vzorem tomuto novému divadelnímu projevu se stal vztah mezi demonstrujícím davem a řečníkem, v němž řečníkovo slovo bylo nahrazeno slovem básníka, které pronášel sbor jedním hlasem .

## Činnost souboru
Soubor vystupoval v Praze ve Švandově divadle a v Lucerně a také na různých masových shromážděních a v pořadech organizovaných dělnickými organizacemi po Praze.
První vystoupení souboru se konalo 20. prosince 1920 na Večeru Dělnické akademie v Revoluční scéně , kde soubor provedl kolektivní přednes básní Josefa Hory Demonstrace a Zpěv svobody a Hoffmeisterovo Vyplnění.
Soubor měl několik desítek členů, mezi členy byli např. i Helena Malířová a Soňa Neumannová  a Viktor Šulc. Na některých představeních doprovázel soubor na klavír Zdeněk Nejedlý. Se souborem spolupracoval také Karel Teige, který příležitostně prováděl návrhy scény .
V sezóně 1920/1921 působil soubor v rámci sociálně demokratické Dělnické akademie a vystoupil mimo jiné v pořadech:
- Čeští básníci dělníkům
- Francouzští básníci sociálnímu soucitu
- Večer revoluční poesie k 50. výročí Pařížské komuny (Žofín)
- Velký dělnický koncert pro zaměstnance pražských dopravních podniků (vozovna Žižkov)
- Umělecká a tělocvičná akademie (Národní dům na Smíchově)
- První máj Dědrasboru (samostatná akce sboru ve Švandově divadle na Smíchově)
- Závěrečná Spartakiádní scéna na první Spartakiádě proletářské výchovy (červen 1921, Maniny, Praha 7, režie J. Honzl a J. Zora, ve scéně vystoupilo pět tisíc osob, postavu Vůdce revoluce vytvořil Josef Zora [11]

V sezóně 1920/1921 působil soubor v rámci Proletkultu, založeného Komunistickou stranou Československa a vystoupil mimo jiné v pořadech:
- Tryzna na paměť K. Liebknechta a R. Luxemburgové (leden 1922, Lucerna, uvedena Horova Dělnická madona)
- První společenský soudružský večer Proletkultu (březen 1922 Smíchov, uvedena Seifertova Velká scéna)
- Pohostinské vystoupení v Roztokách (květen 1922)
- Večer Jiřího Wolkera (11. 12. 1922 Tylovo divadlo v Nuslích [12], repríza v sále Domovina v Praze 7 – uvedeno bylo Wolkerovo drama Nejvyšší oběť a sborová recitace jeho básně Balada o snu; jednalo se o poslední významné vystoupení sboru)

## Repertoár, výběr
- Otokar Březina: Zástupové
- Josef Hora: Dělnická madona; Demonstrace; Zpěv svobod
- S. K. Neumann: Zpěvy drátů
- Adolf Hoffmeister: Vyplnění
- Alexandr Blok: Dvanáct (překlad: J. Bílek a J. Seifert, režie J. Honzl, scéna Karel Teige) [13]
- Jiří Wolker: Nejvyšší oběť; Balada o snu (režie Jindřich Honzl)
- Jaroslav Seifert: Velká scéna
- dále básně Vladimíra Majakovského, Antonína Sovy aj.

## Zánik souboru
Soubor zanikl v závěru roku 1922. Členové pak většinou působili v předměstských dělnických divadlech. Část sboru vytvořila Dělnický ochotnický spolek pro Velkou Prahu a koncem 30. let 20. století činnost spolku přešla na El-Carovu skupinu , vytvořenou Karlem Jiráčkem . Sborovou recitací se v dalších letech zabýval např. voiceband E. F. Buriana a k průkopníkům sborové recitace patřili dále např. Miloslav Disman a Antonín Kurš .

## Citát
| „                 | Dědrasbor se stal centrem rodícího se proletářského divadla. Na programu měl básníky sociálního vzoru a revoluční naděje, píšící často v symbolistické konvenci, které přednášel úderně, hněvivě, bojovně, vzrušeně i bujaře a radostně. Jeho vystoupení byla „sborová volání k davům“...K účinku recitace přispívalo i to, že Honzl některé básně rozkládal mezi sbor a sóla doprovázená pohyby a gesty. Blokova poema Dvanáct byla už zcela zdramatizována. Sborová recitace se tedy více či méně přibližovala divadlu. | “ |
| — František Černý | |   |